# كياثون عملاق
كياثون عملاق (الاسم العلمي: Cyathea gigantea) هو نوع من النباتات يتبع جنس الكياثون من الفصيلة الكياثونية.